# La Lune et le Roi-Soleil
La Lune et le Roi-Soleil (titre original : The Moon and the Sun) est un roman fantastique de Vonda McIntyre publié en 1997 et ayant reçu le prix Nebula du meilleur roman la même année.
Ce roman relate l'arrivée d'un monstre marin à la Cour de Louis XIV, en 1693.

## Adaptation
Une adaptation cinématographique, The King's Daughter, est tournée en 2014 et sort aux États-Unis le 21 janvier 2022.